# Ulrich Rothe
Ulrich Rothe (* 19. Juli 1945 in Kirchsteitz) war Fußballspieler und Leichtathlet in Halle (Saale) und Leipzig. Er spielte Fußball für den Halleschen FC Chemie und die BSG Chemie Leipzig in der DDR-Oberliga, der höchsten Spielklasse des DDR-Fußballverbandes. Später arbeitete er als Fußballtrainer.

## Fußball-Laufbahn
Mit zehn Jahren begann Rothe bei der Sportgemeinschaft in Döschwitz Fußball zu spielen. 1960 kam er zur Kinder- und Jugendsportschule Friedrich-Engels nach Halle a.d Saale. Dort gab es zu diesem Zeitpunkt in der ehemaligen DDR keine Ausbildung für die Sportart Fußball. Deshalb widmete sich Ulrich Rothe der Leichtathletik. Hier war er sehr erfolgreich und wurde 1963 mit der Altersgruppe 17/18 DDR-Jugendmeister in der 4-mal-100-Meter-Staffel und DDR-Vizemeister im Zehnkampf. Weitere Erfolge erreichte er 1965 als DDR-Juniorenmeister in der Altersgruppe 18/19 in der 4-mal-400-Meter-Staffel, bevor seine Laufbahn im Fußball begann. Seit 1965 spielte er beim regionalen Fußballschwerpunkt, dem Oberligisten Hallescher FC Chemie (HFC). Sein Debüt in der Oberliga gab er 19. März 1966 in der Begegnung des 19. Spieltages der Saison 1965/66 HFC – Hansa Rostock (2:0), in der er als rechter Mittelfeldspieler eingesetzt wurde. Auf dieser Position absolvierte er auch die restlichen sieben Punktspiele. Bereits in seiner zweiten Oberligasaison 1966/67 hatte er sich mit 24 Einsätzen bei 26 ausgetragenen Punktspielen einen Stammplatz erobert, er wurde weiterhin regelmäßig im Mittelfeld eingesetzt. Bis 1970 war Rothe eine feste Größe in der Oberligamannschaft, in den Jahren 1968 und 1969 war er überwiegend als Abwehrspieler aktiv. In der Hinrunde der Saison 1970/71 kam er nur am 1. und am 8. Spieltag zum Einsatz, im November 1970 wurde er zum Militärdienst eingezogen. In diesen eineinhalb Jahren spielte er bei der Armeesportgemeinschaft Vorwärts Löbau Fußball und stieg mit der Mannschaft 1971 in die zweitklassige DDR-Liga auf.
Nach Beendigung der Wehrpflicht im Mai 1972 schloss sich Rothe der Betriebssportgemeinschaft (BSG) Chemie Leipzig an. Dort wurde er noch in sechs Aufstiegsspielen zur Oberliga eingesetzt. Den Leipzigern gelang der Aufstieg, und Rothe bestritt 1972/73 seine siebte Oberligasaison, in der er wieder als Mittelfeldspieler 18 Punktspiele bestritt. 1973/74 war seine letzte Saison in der höchsten DDR-Fußballklasse. Er wurde 17-mal im Mittelfeld eingesetzt. Am Saisonende musste Chemie Leipzig wieder in die DDR-Liga absteigen, in der Rothe seine endgültig letzten 24 Punktspiele als Leistungssportler absolvierte. Er verhalf Chemie Leipzig damit zur sofortigen Oberligarückkehr, beendete aber am Saisonende seine Spielerlaufbahn.
Anschließend war Rothe als Fußballtrainer tätig, von 1978 bis 1990 trainierte er die DDR-Ligamannschaft Dynamo Eisleben.

## Statistik
- DDR-Oberligaspiele für den Halleschen FC: 102 (8 Tore)
- DDR-Oberligaspiele für Chemie Leipzig: 35 (1)
- DDR-Ligaspiele für Chemie Leipzig: 30 (3)